# Església de Sant Llorenç de Càlig
L'església de Sant Llorenç de Càlig, d'estil barroc, està situada al centre de la població, al carrer Major. És la parròquia de la població, temple catòlic que pertany al bisbat de Tortosa.

## Història
L'església començà a construir-se al mateix lloc on estava el primitiu temple, potser del segle xiv, substituint progressivament els trams vells per nous, conforme es feien. Començà l'any 1619 i en 1633 ja tenia acabades dues capelles, l'absis i les sagristies.
Durant el segle xviii es construí el nou campanar i la portada, tot dos elements amb dates semblants. L'acabament de la portada està datat en 1758.
En 1785 es demana certificació de l'estat del temple i del que falta per concloure'l, i s'indica que hi falta una capella de la Comunió. És elegit l'arquitecte academicista Vicent Gascó, qui realitza el projecte, però per falta d'iniciativa de les parts (El Consell de Castella, el clergat i la vila), l'obra no es fa.
Durant la guerra civil tot l'interior queda desfet.

## Arquitectura
Segueix un model on participen també les esglésies de Traiguera i La Jana, amb convencions renaixentistes, volta que encara recorda la tradició gòtica, i uns afegitons en la decoració i en les portades, barrocs.

### Estructura
El temple és de planta rectangular amb una nau de cinc trams amb llunetes i capelles entre els contraforts comunicades entre si. Capçalera vuitavada, i en els angles sobrants, les sagristies, comunicades per una passadís.
A l'interior, altes pilastres dòriques amb entaulament llis i cornisa molturada, suporten, a mitjana altura, arcs formers de mig punt que donen pas a les capelles laterals, i arcs torals de mig punt que separen els trams de la nau, la qual es cobreix per una volta de creueria. Les capelles laterals, de menor altura, també es cobreixen amb volta de creueria.
Les portades d'accés a les sagristies, de mig punt, apareixen flanquejades per dues pilastres estriades dòriques que suporten un entaulament de tríglifs i mètopes, i per damunt, un frontó obert on es col·loca una fornícula amb venera, emmarcada per pilastres estriades jòniques, que suporten altre entaulament, rematat de diferent forma en cada una de les portades (un frontó corbat i coronat per pinacles i boles, en la del costat de l'Evangeli, i un frontó partit d'on surt un pinacle rematat amb bola, en l'altra)

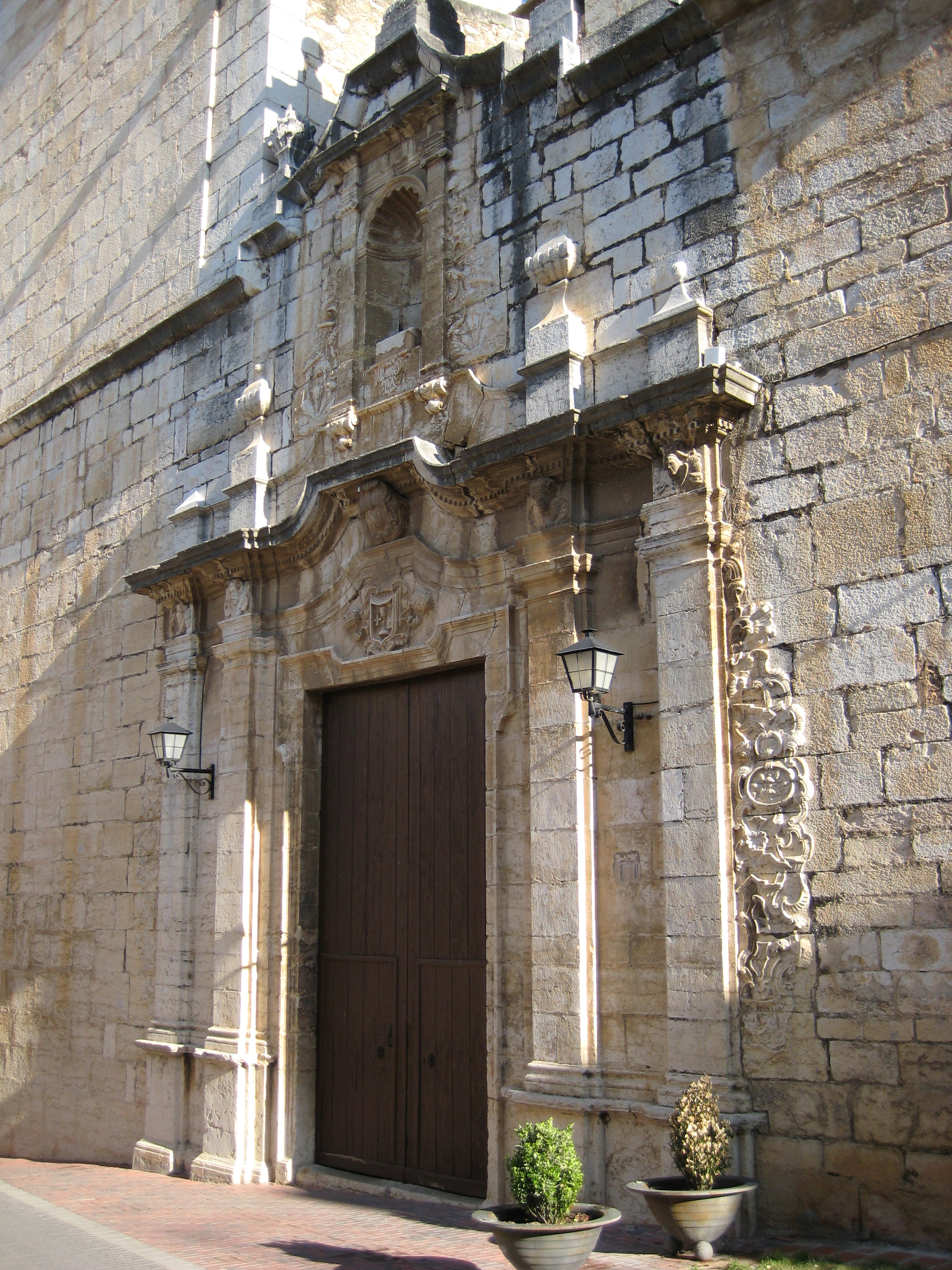
Portada

### Façana
La façana principal, als peus del temple, no es va acabar de realitzar. D'un frontis presidit per una portada amb dues torres als costats, sols hi ha un frontis tancat, una torre campanar completa i de l'altra, sols els dos primers cossos.
La façana actual està al costat de l'Epístola, i la portada se situa entre dos contraforts. Obertura amb llinda flanquejada per dues parelles de pilastres toscanes. L'entaulament es mou cap amunt en el centre per donar cabuda a l'escut del poble. Per dalt, en el segon cos, uns pinacles flamejants als extrems protegeixen una fornícula apetxinada emmarcada per pilastres jòniques que arriba a una cornisa mixtilínia coronada per un pinacle sobre pedestal, en el centre, i dos laterals.

### Campanar
El campanar, de planta quadrada, situat als peus de l'església i adossat en el costat de l'Epístola, es troba junt a la portada d'ingrés. D'uns 25 m d'alçada, té tres cossos, separats per motllures. Els dos primers són massissos, i el tercer, el de les campanes, presenta una obertura de mig punt a cada costat, emmarcada per pilastres toscanes, i els cantons són corbs, insinuant una columna adossada. El cos de les campanes és rematat per un terrat amb barana coronada per pinacles.